# Megan Moroney
Megan Moroney, née le 9 octobre 1997 à Savannah dans l'État de Géorgie, est une chanteuse de musique country américaine.

## Biographie

### Jeunesse
Megan Moroney naît à Savannah, et grandit à Douglasville. Elle fait ses études à l'université de Géorgie, de laquelle elle ressort avec un diplôme en business de la musique. Une fois diplômée, Megan Moroney partit pour Nashville, capitale de la musique country, dans l'espoir de commencer une carrière dans la musique.

### Carrière
Megan Moroney écrit sa première chanson à l'âge de 19 ans, lorsqu'elle a l'opportunité d'assurer la première partie d'un concert de Chase Rice (en) au Georgia Theatre (en) d'Athens, à condition de présenter une chanson inédite. Elle enregistre ses premières démos aidée par le chanteur Kristian Bush (en), pour qui elle a travaillé lors d'un stage étudiant. En février 2021, elle délivre son premier single : Wonder. Son premier projet, l'EP Pistol Made of Roses, sort en 2022. En septembre 2022, Moroney dévoile le single Tennessee Orange. Narrant une histoire d'amour où l'interprète, originaire de Géorgie, tombe amoureuse d'une personne originaire du Tennessee, une région rivale en termes de sport universitaire, notamment dans le football américain, le titre de la chanson faisant référence à la couleur orange arborée par les Volunteers du Tennessee. Devenue virale sur TikTok et boostée par une rumeur selon laquelle la chanson parlerait du chanteur tennesséen Morgan Wallen,, le single rencontre un grand succès, culminant à la 30e place du Billboard Hot 100, et se voyant certifié double single de platine en novembre 2023. Le 5 mai 2023, la chanteuse sort son 1er album studio intitulé Lucky, qui connait un important succès critique, le magazine Rolling Stone le plaçant notamment à la 1re place du classement des meilleurs albums de musique country et d'americana de 2023, et le classant parmi les 50 meilleurs albums de l'année.
En décembre 2023, elle figure parmi les Forbes 30 Under 30, une liste énumérant 30 personnalités de moins de 30 ans aux destins prometteurs.
Le 12 juillet 2024, elle délivre son 2e album studio, intitulé Am I Okay?. Porté par le single éponyme, l'album s'écoule à 43 000 exemplaires lors de sa première semaine d'exploitation, atteignant ainsi la 9e place du Billboard 200. Nouveau succès critique, l'album figure à la 11e place des meilleurs albums de musique country et d'americana de 2024, ainsi que parmi les 100 meilleurs albums de ladite année selon Rolling Stone.
Le 1er novembre suivant, elle dévoile Blue Christmas...Duh, un EP 3 titres sur le thème de Noël.
Au cours de l'année 2024, elle remporte le « Prix de la Meilleure nouvelle artiste » lors de la 59e cérémonie des Academy of Country Music Awards, ainsi que le « Prix du meilleur nouvel artiste » (tous sexes confondus) lors de la 58e cérémonie des Country Music Association Awards.

## Discographie

### Albums studio
- 2023 : Lucky
- 2024 : Am I Okay?

### EPs
- 2022 : Pistol Made of Roses
- 2024 : Blue Christmas...Duh